# 纽克扎村委员会
纽克扎村委员会（俄语：Нюкжинский сельсовет）是俄罗斯联邦阿穆尔州腾达区所属的一个村委员会。其下辖有1个居民点，行政中心为乌斯季-乌尔基马。据2016年统计，该村委员会的人口为255人。